# Persontransport
Persontransport forstås her som transport af personer mod betaling, og er i Danmark reguleret i lovgivningen. Dette kan forstås som vejtransport, transport med jernbane, sø-transport, eller flytransport.
Persontransport på vejene er hovedsageligt reguleret i taxiloven og busloven. Fælles for de to lovgivninger er blandt andet at de stiller en række krav til vognmanden (indehaver af tilladelsen) og chaufføren (vognes fører). Forskellen på de to lovgivninger er at den tilsynsførende myndighed i taxiloven er lokal (på kommunalt niveau) og i busloven er det færdselsstyrelsen.
 Denne artikel omhandler overvejende eller alene danske forhold. Hjælp gerne med at gøre artiklen mere almen.